# Tamsa (Algérie)
Pour les articles homonymes, voir Tamsa.
Tamsa est une commune de la wilaya de M'Sila en Algérie.

## Toponymie
Peut être du tamazight ⵜⵜⴰⵎⵙ [ttams] enduie.